# Didier Cuche
Didier Cuche, född 16 augusti 1974 i Le Pâquier i Neuchâtel är en schweizisk alpin skidåkare som tävlat i världscupen sedan 1993. Han avslutade sin aktiva skidkarriär efter avslutad säsong 2012.
Didier Cuche är fartspecialist och mest framgångsrik i störtlopp och super-G. Han har visat bra resultat även i storslalom. Cuche slutade på tredje plats i totala världscupen 2002, 2007, 2008, 2009 och 2010. 2011 blev han tvåa i totala världscupen. Han vann störtloppscupen 2007, 2008, 2010 och 2011, storslalomcupen 2009 och super-G-cupen 2011. Säsongen 2007/2008 var han mycket nära att vinna super-G-cupen. I sista tävlingen tappade han dock ledningen i cupen till Hannes Reichelt som vann med endast en poäng. Cuche har slutat på andra plats i super-G-cupen även 2002 och 2007.
Cuche har vunnit det svåra och prestigefyllda störtloppet i Kitzbühel fem gånger. Ingen annan åkare har vunnit loppet så många gånger. Cuche är även den äldste som vunnit en världscupsseger.
Cuche vann guld i super-G och silver i störtlopp vid VM i Val d'Isère 2009. Han har även en bronsmedalj i storslalom från VM i Åre 2007, en silvermedalj i störtlopp från VM 2011 samt en silvermedalj i super-G från OS 1998.

## Meriter i världscupen
- Vinnare av störtloppscupen 2007, 2008, 2010, 2011
- Vinnare av storslalomcupen 2009
- Vinnare av super-G-cupen 2011
- Andraplats i totala världscupen 2011
- Tredjeplats i totala världscupen 2002, 2007, 2008, 2009, 2010

### Världscupsegrar (21)
| Datum            | Tid                    | Plats      |
| ---------------- | ---------------------- | ---------- |
| 23 januari 1998  | Kitzbühel              | Störtlopp  |
| 5 januari 2002   | Adelboden              | Storslalom |
| 7 mars 2002      | Altenmarkt-Zauchensee  | Super G    |
| 8 december 2002  | Beaver Creek           | Super G    |
| 30 januari 2004  | Garmisch-Partenkirchen | Störtlopp  |
| 10 mars 2007     | Kvitfjell              | Störtlopp  |
| 14 december 2007 | Val Gardena            | Super G    |
| 19 januari 2008  | Kitzbühel              | Störtlopp  |
| 21 februari 2009 | Sestriere              | Storslalom |
| 25 oktober 2009  | Sölden                 | Storslalom |
| 28 november 2009 | Lake Louise            | Störtlopp  |
| 22 januari 2010  | Kitzbühel              | Super G    |
| 23 januari 2010  | Kitzbühel              | Störtlopp  |
| 6 mars 2010      | Kvitfjell              | Störtlopp  |
| 22 januari 2011  | Kitzbühel              | Störtlopp  |
| 29 januari 2011  | Chamonix               | Störtlopp  |
| 13 mars 2011     | Kvitfjell              | Super G    |
| 26 november 2011 | Lake Louise            | Störtlopp  |
| 21 januari 2012  | Kitzbühel              | Störtlopp  |
| 28 januari 2012  | Garmisch-Partenkirchen | Störtlopp  |
| 24 februari 2012 | Crans-Montana          | Super-G    |

### Pallplatser i världscupen
- Segrar = 21
- Tvåa = 26
- Trea = 20
- Totalt = 67